# Crișeni, Alba
Crișeni este un sat în comuna Vințu de Jos din județul Alba, Transilvania, România. La recensământul din 2002 avea o populație de 58 locuitori.